# Життя за лімітом
«Життя за лімітом» (рос. «Жизнь по лимиту») — радянський художній фільм 1989 року, знятий на кіностудії «Мосфільм».

## Сюжет
У будинку, який йде на злам, оселилася дивна компанія. У центрі — мила провінціалка Маша, яка провалилася на вступних іспитах до інституту і не наважується повернутися додому до мами і тата. У покинутому будинку Маша числиться двірником, це дає їй законні підстави на життя в Москві. Одного разу восени в покинутий будинок потрапляє безіменний молодий чоловік…

## У ролях
- Марина Зудіна — Маша, лімітниця
- Олег Меньшиков — Олексій Рудаков
- Євдокія Германова — Світлана
- Сергій Газаров — «Спіноза»
- Олександр Берда — Боцман
- Сергій Никоненко — Чума, комендант
- Володимир Стеклов — Сухов, міліціонер
- Сергій Галкін — посильний Цезаря
- Вадим Гемс — епізод
- Юрій Горін — комітетник
- Віра Івлєва — двірничка
- Микола Корноухов — активіст
- Лев Летуновський — епізод
- Валерій Надоленко — епізод
- Галина Стаханова — двірничка
- Едда Урусова — божевільна стара
- Олександр Числов — студент
- Василь Шликов — епізод
- Василь Кравцов — старий

## Знімальна група
- Режисер — Олексій Рудаков
- Сценарист — Олексій Рудаков
- Оператор — Олександр Княжинський
- Композитор — Світлана Голибіна
- Художник — Микола Сахаров